# Andrew J. Grayson
Andrew Jackson Grayson (Grayson, 20 agosto 1819 – Mazatlán, 17 agosto 1869) è stato un artista e ornitologo statunitense.
È l'autore di Birds of the Pacific Slope (1853-1869) opera ritenuta il completamento di The Birds of America di John James Audubon.

## Biografia
Il padre possedeva una piantagione di cotone e il giovane Grayson crebbe lontano da qualsiasi scuola, passando il tempo nella natura dove osservava la fauna. Iniziò ad assistere a delle lezioni solo a 18 anni, quando vicino a casa gli fu costruita una scuola. Un giorno venne duramente castigato per avere disegnato durante le lezioni, cosicché il padre lo mandò al St. Mary's College di Saint Louis con il divieto di studiare arte.
Un anno dopo il suo ritorno dal College, suo padre morì. Grayson investì quindi la sua piccola eredità in un piccolo negozio, ma passava la maggior parte del tempo in campagna e il negozio fallì molto presto. Insieme alla moglie, Frances J. Timmons e dopo la nascita del suo unico figlio, decisero di spostarsi in California. Partì il 15 aprile del 1846. Il viaggio fu difficoltoso e il convoglio sul quale viaggiavano venne assaltato da alcuni nel quale viaggiavano è stato assaltato da degli indios, Grayson dovette abbandonare la sua carrozza per passare tra le montagne. Giunse in California il 12 ottobre 1946.
All'arrivo si arruolò nell'esercito di John Charles Frémont (1813-1890) e, dopo un'onorevole carriera, terminò con il grado di colonnello. Dopo la guerra, ha intrapreso vari progetti commerciali a San Francisco e in altre città, ma ha rapidamente abbandonato ogni progetto. Fondò una città con il nome di Graysonville nel febbraio 1850, ma le attività minerarie e il commercio da cui dipendeva declinarono rapidamente.

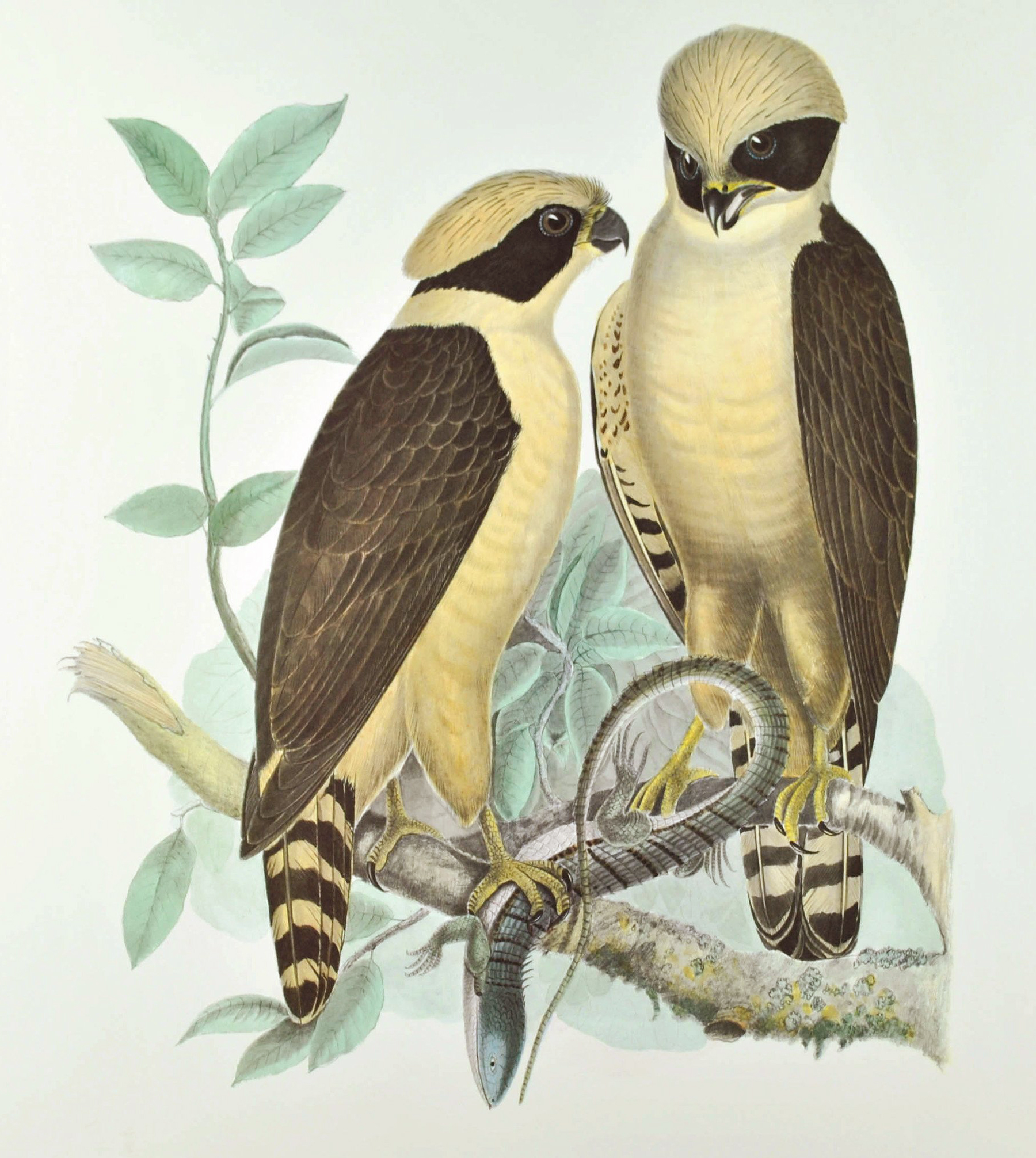
Dipinto di falchi (Herpetotheres cachinnans), da Birds of the Pacific Slope, Andrew Jackson Grayson (1819–1869).

Nel settembre 1853, scoprì l'opera Birds of America di John James Audubon. Si rese quindi conto che quella era la strada che voleva seguire e si diede come obiettivo il realizzare un'opera simile dedicata agli uccelli dell'ovest delNordamerica. Si spostò quindi a San José dove iniziò ad imparare a disegnare e a dipingere le specie di uccelli da autodidatta.
Nel 1855 presentò i suoi primi tre dipinti di uccelli alla seconda Fiera annuale di Sacramento. Ottenne la medaglia d'argento. Nonostante alcune pubblicazioni, era deluso dal fatto che non riusciva a guadagnarsi da vivere. Dovette vendere tutto, ma la sua casa e la sua terra erano già ipotecate.
Nel 1855 presentò i suoi primi tre dipinti di uccelli alla seconda Fiera annuale di Sacramento. Ottenne la medaglia d'argento. Nonostante alcune pubblicazioni, era deluso dal fatto che non riusciva a guadagnarsi da vivere. Dovette vendere tutto, ma la sua casa e la sua terra erano già ipotecate.
Trovò quindi lavoro sulla costa, che gli permise di sopravvivere e risparmiare per tornare negli Stati Uniti. Al suo ritorno a San Francisco, fu costretto a vendere gli esemplari che aveva portato dal Messico. Alcuni di loro arrivarono allo Smithsonian Institution e furono studiati da Spencer Fullerton Baird.
Si stabilì nel 1859 a Mazatlán, in Messico, dove visse per dieci anni. Nel 1866 Grayson ottenne udienza dall'imperatore Massimiliano I e da sua moglie, l'imperatrice Carlotta. Interessato a quest'uomo entusiasta e ai suoi progetti, l'imperatore decise che Grayson avrebbe dovuto ricevere una sovvenzione di 200 dollari al mese per realizzare il suo progetto di fauna avicola di campagna. Ma l'imperatore fu giustiziato l'anno successivo e il contratto si interruppe. Più o meno nello stesso periodo, anche il figlio di Grayson morì.
Nonostante tutto, continuò a lavorare ma contrasse la malaria durante un viaggio alle Isole Isabel e morì nel 1869.
Dopo la sua morte, la vedova di Grayson tentò di pubblicare i suoi appunti e disegni, ma ancora una volta questo progetto fallì. I suoi dipinti, i suoi appunti e i suoi diari furono infine donati dalla vedova alla Biblioteca Bancroft dell'Università della California intorno al 1879.